# 釋寶雲
釋寶雲（376年—449年），涼洲人。精通梵語，師從佛陀跋陀羅，是江左一帶翻譯梵語最為傑出的譯經僧人之一。

## 生平
寶雲年少出家，精勤修行，學問行持都很精進，志潔高雅，正直純素，有名於當代。
追求佛法之心懇切，有忘身殉道的決心，一心為尋訪聖跡，求得經藏，所以在東晉隆安初年遠到西域求學，與名僧法顯、智嚴前後相隨，途中歷經艱辛。到達闐、天竺，瞻仰不少靈異、遍訪釋迦牟尼佛當年聖跡。寶雲在西域主要是學習梵語，對於天竺諸地的語言學學習下了苦工。
回到長安，寶雲主要師從的對象是佛陀跋陀羅，以禪為業，但佛陀跋陀羅受到鳩摩羅什的徒眾排斥，寶雲等徒眾亦受牽連，四散各地。當時幸好得到盧山慧遠的解圍，安止於道場寺。眾僧認為寶雲的求道之志堅意猛，甚為愛戴。後來寶雲性好幽居，前往六合山寺棲止。沒多久時間，由於道場寺慧觀圓寂在即，囑託寶雲總管寺務，無法推辭的情況下只好回寺就任。居一年多，又回六合山寺，以元嘉二十六年終於山寺。春秋七十有四。

## 譯經成就
佛經傳播一方面需要經典的供應，一方面需要精通語言的人才。《高僧傳•譯經》共三卷，其中記錄了支謙、聶承遠、竺佛念、釋寶雲、竺叔蘭、無羅叉等人，便是能通梵漢的語言高手，對於佛經的漢譯具有充份的貢獻。釋寶雲正是這樣的人才。故於晉宋之際，能夠弘通法藏。

### 現存譯作
- 《佛所行讚》五卷（大正藏題作曇無讖譯，出三藏記集作寶雲譯）[7][8]
- 《雜阿毘曇心論》（僧伽跋摩出經，寶雲傳譯，慧觀筆受）
- 《大般泥洹經》六卷（佛陀跋陀羅執梵本，寶雲傳譯）
- 《廣博嚴淨不退轉輪經》四卷（智嚴共寶雲譯）
- 《勝鬘經》一卷（求那跋陀羅出經，寶雲傳語，慧觀筆受）[9]
- 《楞伽經》四卷（求那跋陀羅出經，寶雲傳語，慧觀筆受）[9]
- 《雜阿含經》五十卷（求那跋陀羅出經，寶雲傳語，慧觀筆受）[9]
- 《大法鼓經》二卷（求那跋陀羅出經，寶雲傳語，慧觀筆受）[9]